# 雒于仁
雒于仁（1550年5月19日—？），字依仲，號少涇，陝西西安府三原縣軍籍涇陽縣人，明朝政治人物，官至大理寺評事，因諫言神宗怠政而罷官。

## 生平
萬曆十年（1582年）壬午科陝西鄉試第二十一名舉人，十一年（1583年）聯捷癸未科三甲二百三十六名進士。通政司觀政，十二年任肥乡知县，十五年調繁清丰县，有惠政。萬曆十六年（1588年），入為大理寺評事。十七年十二月，上《酒色財氣四箴疏》：「皇上之恙，病在酒色財氣也。夫縱酒則潰胃，好色則耗精，貪財則亂神，尚氣則損肝」。由于雒于仁此折颇多臆测，以致神宗觉得过于无视尊卑信口开河，原本将予以重处。但首辅申時行的建議下，最终采用留中不發，從此皇帝將奏摺留中，無限期扣押不予處理，遂成慣例。等待數日，雒于仁引疾，於是罷斥為民。多年後卒。天啓初，贈光祿寺少卿。《明史》有传。

## 轶事
雒于仁写《酒色財氣四箴疏》给万历帝一事很快便传遍全国，成为当时人们津津乐道的时事。此事并无严重后果，原为小事一件，但卻在宫廷官方的《明神宗实录》中记载得出奇详细。不但奏疏被全文收录，还详细记录了万历帝看奏疏后所有的反应，发的每句牢骚。甚至召见大臣前来议论时君臣之间说的每句话語，均被一字不漏的记录，写了很大的篇幅。以至于有人怀疑，当时万历帝身边负责写实录的史官别有用心，对雒于仁的上疏感同身受，同样看不惯万历帝一贯怠惰稚气的作风，为泄私愤，故意将万历帝的丑态一一记录，以贻笑后世。

## 家族
曾祖雒維，壽官；祖父雒昂，累贈太常寺少卿；父雒遵，進士，曾任光祿寺卿。母李氏（封孺人 累贈恭人）；繼母張氏（累封恭人）。具慶下。弟雒于翰。其子雒獻書、雒宗昂。

## 延伸阅读
[在维基数据编辑]
 《明史卷二百三十四》，出自《明史》